# 五月通
五月通（さつきとおり）は、愛知県名古屋市中川区の地名。現行行政地名は五月通1丁目から五月通4丁目。住居表示未実施。

## 地理
名古屋市中川区の北東部に位置し、東に愛知町と九重町、西に三ツ池町と乗越町、南に五月南通、北に中村区黄金通と接する。

## 歴史
- 1931年（昭和6年）10月1日 - 中区北一色町の一部により、同区五月通が成立する[1]。
- 1933年（昭和8年）4月10日 - 北一色町の一部を編入する[1]。
- 1937年（昭和12年）10月1日 - 中村区に編入され、同区五月通となる[1]。
- 1944年（昭和19年）2月11日 - 中川区に編入され、同区五月通となる[1]。
- 1973年（昭和48年）11月10日 - 一部が九重町[1]・澄池町[2]・愛知町[1]に編入される。

## 世帯数と人口
2019年（平成31年）4月1日現在の世帯数と人口は以下の通りである。
| 町丁   | 世帯数 | 人口  |
| ------ | ------ | ----- |
| 五月通 | 89世帯 | 117人 |

### 人口の変遷
国勢調査による人口の推移
| 1995年（平成7年）  | 59人  | [ WEB 6 ]  |  |
| 2000年（平成12年） | 114人 | [ WEB 7 ]  |  |
| 2005年（平成17年） | 119人 | [ WEB 8 ]  |  |
| 2010年（平成22年） | 96人  | [ WEB 9 ]  |  |
| 2015年（平成27年） | 116人 | [ WEB 10 ] |  |

## 学区
市立小・中学校に通う場合、学校等は以下の通りとなる。また、公立高等学校に通う場合の学区は以下の通りとなる。
| 番・番地等 | 小学校               | 中学校               | 高等学校 |
| ---------- | -------------------- | -------------------- | -------- |
| 全域       | 名古屋市立愛知小学校 | 名古屋市立長良中学校 | 尾張学区 |

## 交通
- 愛知県道115号津島七宝名古屋線（「名古屋環状線」と重複している）

## その他

### 日本郵便
- 郵便番号 : 454-0812[WEB 3]（集配局：中川郵便局[WEB 13]）。

### WEB
1. ↑  “愛知県名古屋市中川区の町丁・字一覧”.   人口統計ラボ. 2019年5月12日閲覧。
2. 1 2  “町・丁目(大字)別、年齢(10歳階級)別公簿人口(全市・区別)”.   名古屋市 (2019年4月22日). 2019年4月23日閲覧。
3. 1 2  “郵便番号”.  日本郵便. 2019年3月17日閲覧。
4. ↑  “市外局番の一覧”.   総務省. 2019年1月6日閲覧。
5. ↑  “中川区の町名一覧”.   名古屋市 (2015年10月21日). 2019年5月12日閲覧。
6. ↑  総務省統計局 (2014年3月28日). “平成7年国勢調査の調査結果(e-Stat) - 男女別人口及び世帯数 －町丁・字等”. 2019年3月23日閲覧。
7. ↑  総務省統計局 (2014年5月30日). “平成12年国勢調査の調査結果(e-Stat) - 男女別人口及び世帯数 －町丁・字等”. 2019年3月23日閲覧。
8. ↑  総務省統計局 (2014年6月27日). “平成17年国勢調査の調査結果(e-Stat) - 男女別人口及び世帯数 －町丁・字等”. 2019年3月23日閲覧。
9. ↑  総務省統計局 (2012年1月20日). “平成22年国勢調査の調査結果(e-Stat) - 男女別人口及び世帯数 －町丁・字等”. 2019年3月23日閲覧。
10. ↑  総務省統計局 (2017年1月27日). “平成27年国勢調査の調査結果(e-Stat) - 男女別人口及び世帯数 －町丁・字等”. 2019年3月23日閲覧。
11. ↑  “市立小・中学校の通学区域一覧”.   名古屋市 (2018年11月10日). 2019年1月14日閲覧。
12. ↑  “平成29年度以降の愛知県公立高等学校（全日制課程）入学者選抜における通学区域並びに群及びグループ分け案について”.   愛知県教育委員会 (2015年2月16日). 2019年1月14日閲覧。
13. ↑  “郵便番号簿 2018年度版” (PDF).   日本郵便. 2019年5月8日閲覧。

### 書籍
1. 1 2 3 4 5 6  名古屋市計画局 1992, p. 829.
2. ↑  名古屋市計画局 1992, p. 822.